# Аллен (приход)
А́ллен (англ. Allen Parish, фр. Paroisse d'Allen) — приход штата Луизиана, США. Официально образован в 1912 году. По состоянию на 2010 год, численность населения составляла 25 764 человека. Назван в честь губернатора Луизианы времен Конфедерации Генри Уоткинса Аллена.

## География
По данным Бюро переписи США, общая площадь прихода равняется 1 983,942 км2, из которых 1 973,582 км2 — суша, и 10,619 км2, или 0,500 %, это водоёмы.

## Население
По данным переписи населения 2000 года на территории прихода проживает 25 440 жителей в составе 8 102 домашних хозяйства и 5 930 семей. Плотность населения составляет 13,00 человек на км2. На территории прихода насчитывается 9 157 жилых строений, при плотности застройки около 5,00-ти строений на км2. Расовый состав населения: белые — 71,90 %, афроамериканцы — 24,60 %, коренные американцы (индейцы) — 1,72 %, азиаты — 0,57 %, гавайцы — 0,01 %, представители других рас — 0,24 %, представители двух или более рас — 0,96 %. Испаноязычные составляли 4,50 % населения независимо от расы.
В составе 36,90 % из общего числа домашних хозяйств проживают дети в возрасте до 18 лет, 54,00 % домашних хозяйств представляют собой супружеские пары, проживающие вместе, 15,20 % домашних хозяйств представляют собой одиноких женщин без супруга, 26,80 % домашних хозяйств не имеют отношения к семьям, 24,30 % домашних хозяйств состоят из одного человека, 11,10 % домашних хозяйств состоят из престарелых (65 лет и старше), проживающих в одиночестве. Средний размер домашнего хозяйства составляет 2,62 человека, и средний размер семьи 3,12 человека.
Возрастной состав прихода: 0,00 % моложе 18 лет, 0,00 % от 18 до 24, 0,00 % от 25 до 44, 0,00 % от 45 до 64 и 0,00 % от 65 и старше. Средний возраст жителя прихода 35 лет. На каждые 100 женщин приходится 126,40 мужчин. На каждые 100 женщин старше 18 лет приходится 133,50 мужчин.
Средний доход на домохозяйство прихода составлял 27 777 USD, на семью — 33 920 USD. Среднестатистический заработок мужчины был 32 371 USD против 17 154 USD для женщины. Доход на душу населения составлял 13 101 USD. Около 17,90 % семей и 19,90 % общего населения находились ниже черты бедности, в том числе — 22,60 % молодежи (тех, кому ещё не исполнилось 18 лет) и 21,50 % тех, кому было уже больше 65 лет.